# Pityohyphantes alticeps
Pityohyphantes alticeps là một loài nhện trong họ Linyphiidae. Chúng được Ralph Vary Chamberlin & Wilton Ivie miêu tả năm 1943.